# Вулиця Волошина (Ужгород)
Вулиця Августина Волошина — вулиця, розташована у центрі міста Ужгород, неподалік набережної річки Уж. Перехрестя вулиць Корсо та Волошина, так званий «Хрест» — улюблене місце зустрічей мешканців міста та туристів. Вулиця Волошина перпендикулярна до вулиці Корсо.

## Назва
Свою сучасну назву вона отримала у роки незалежности України на честь колишнього президента Карпатської України Августина Волошина. У різні часи окремі частини вулиці мали власні назви. Частина вулиці Волошина, від так званого «хреста» до її початку, у XVIII столітті називалася Маламостова, адже вела до малого мосту, а іншу частину називали Великою, потім – Казінці (на честь угорського письменника і чиновника, котрий багато зробив для відкриття українських та єврейських шкіл на Закарпатті), а пізніше – Ракоці. Від сучасного «Едельвейса» до фізичного факультету УжНУ вже була вулиця Соляна (на ній містилися склади з сіллю).

## Архітектура
Це одна з найбагатших на архітектурні та історичні пам'ятки вулиця Ужгорода. 
- Вулиця Волошина, 9. Римо-католицький костел св. Георгія (Юрія) було зведено у стилі пізнього бароко протягом 1762–1766 рр з розписами Яноша Лукача (1763) та необарочним вівтарем Л. Й. Краккера (1895). Для побудови костелу були використані матеріали замкової церкви. Пізніше будівля зазнала реконструкцій, зокрема у 1910 році. Останніх змін зовнішнього вигляду костел зазнав у 2000–2001 роках. Незважаючи на ці перетворення, внутрішнє оздоблення церкви залишилося без змін. Серед речей, які по-особливому є цінними – дві старовинні монстрації. У 1710 році граф Міклош Берчені – володар Ужгорода вивіз їх спочатку до Польщі, а згодом до Туреччини. Однак, пізніше цінні реліквії було повернуто в лоно церкви. Годинник, розміщений на костьолі, показує час ужгородцям з 1904 року. Вперше же годинник на цьому місці з’явився у 1820 році, але згорів. Новий хронометр, встановлений у 1857 році, також не зберігся. Всередині собору є орган.
- Навпроти костелу, де сьогодні стоїть модерна триповерхова будівля, у дворі знаходилась найдавніша друкарня Ужгорода, яка належала кошицькому друкарю Яношу Еллінгеру. Цікаво що першими газетами найдавнішої Ужгородської друкарні була «Кошицько-Унгварська газета об’яв» 1845 року та шематизм  Мукачівської єпархії за той самий рік
- Вулиця Волошина, 13, одразу за церквою. Перший церковний дівочий виховний заклад міста — римо-католицький ліцей св. Гізелли, 1902-1907 рр чия скульптура і сьогодні прикрашає фронтон Ужгородського державного музичного училиша ім. Д. Є. Задора.

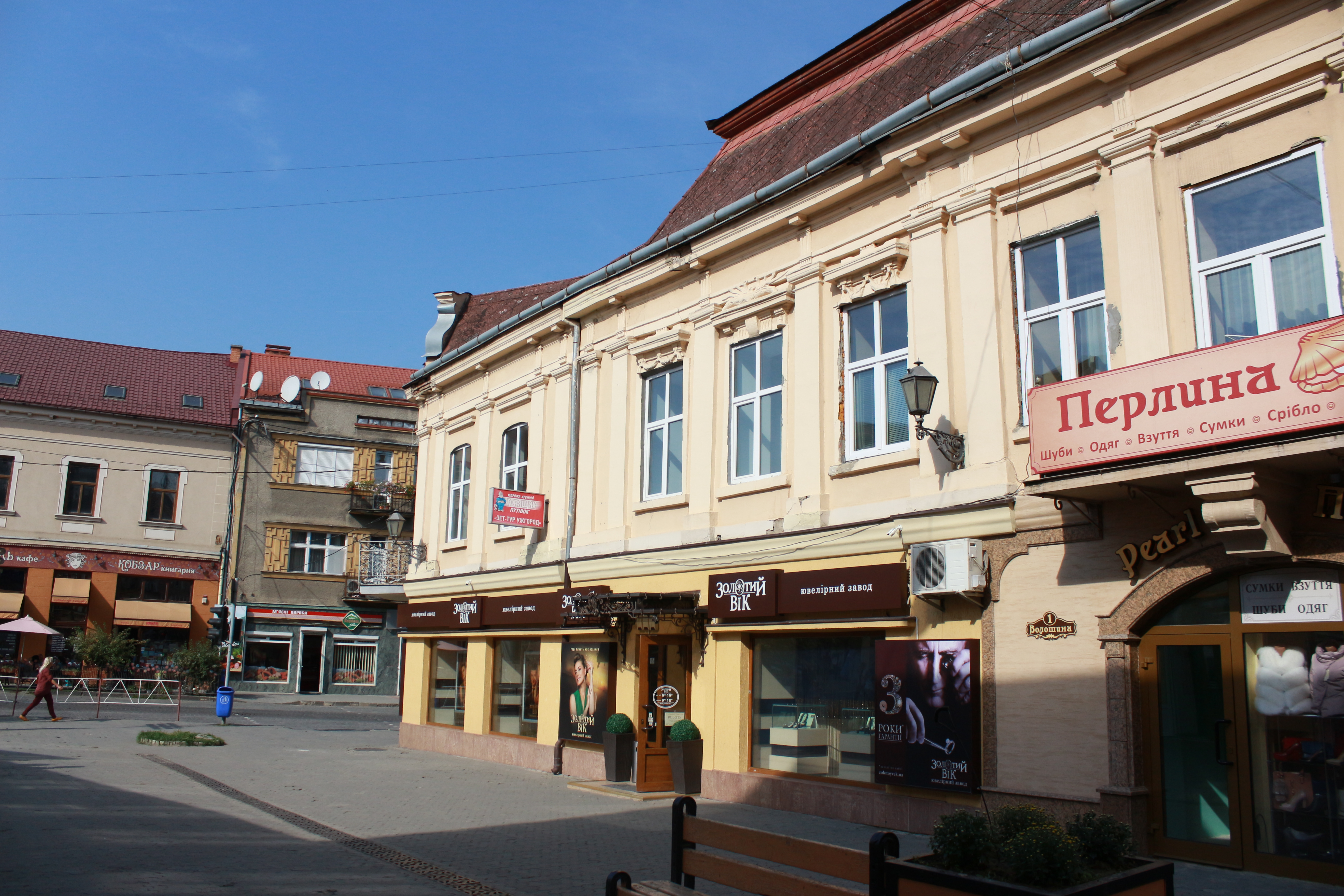
Вул. Волошина, 1
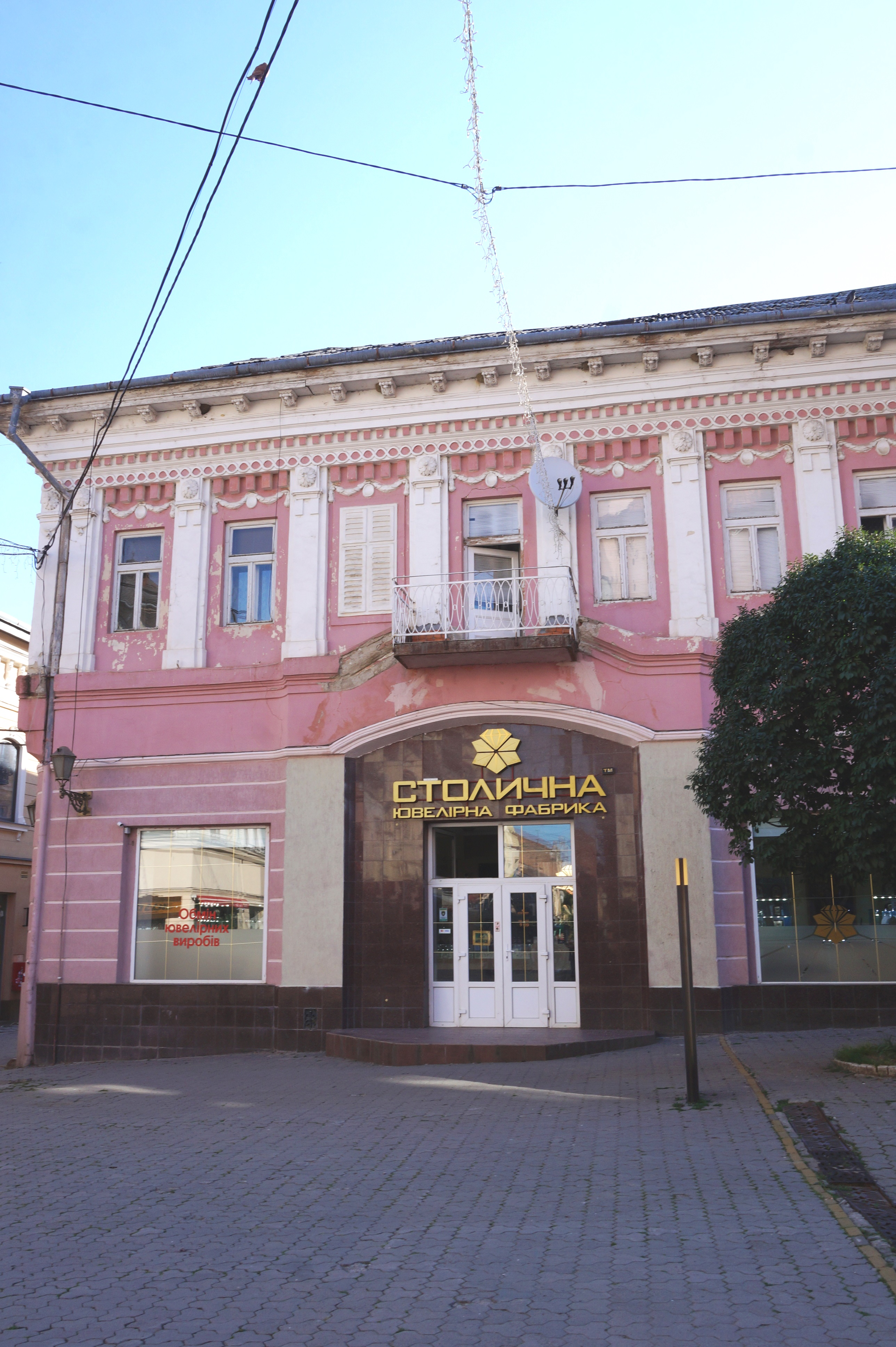
Вул. Волошина, 7
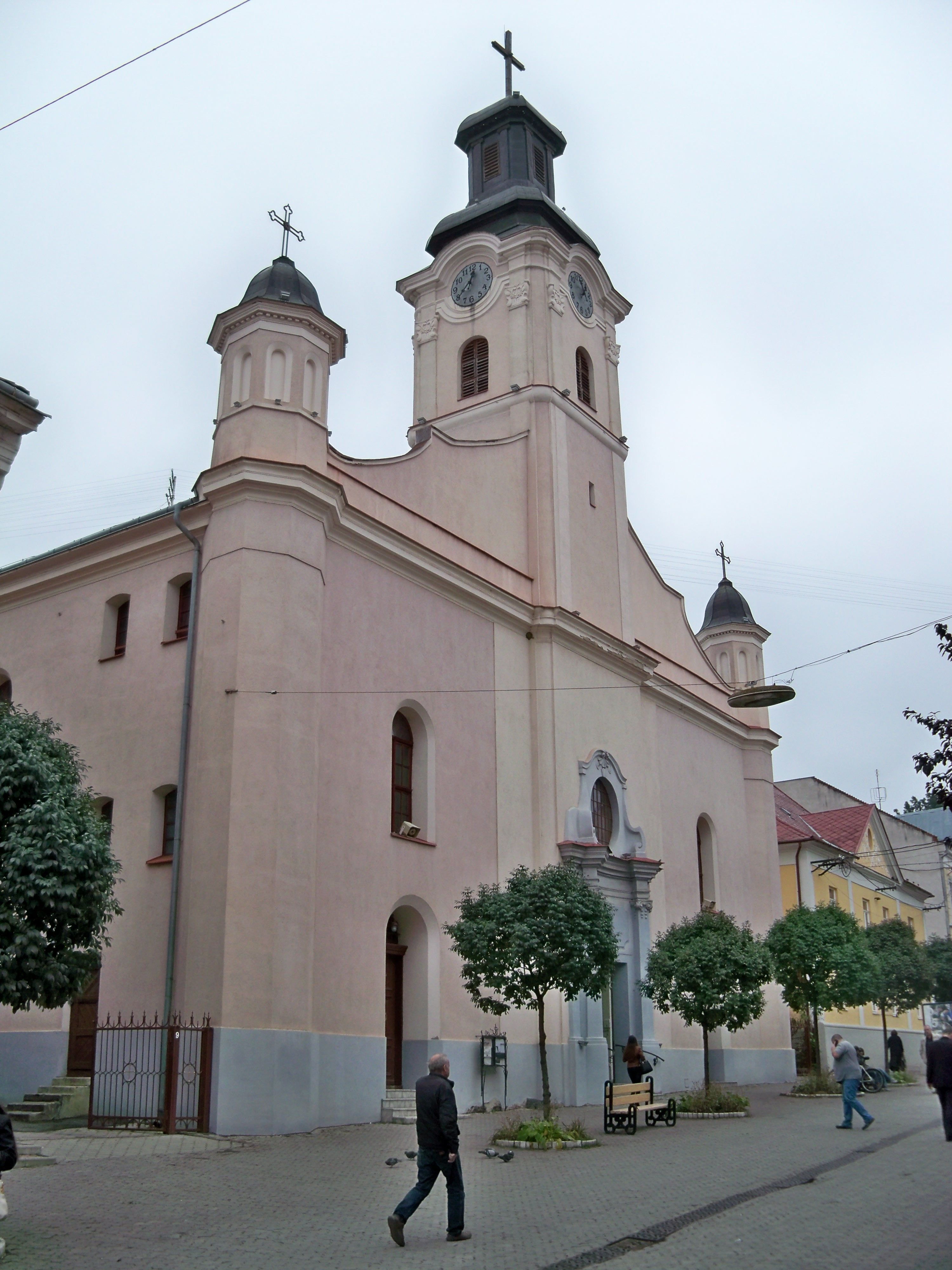
Костел. Вул. Волошина, 9
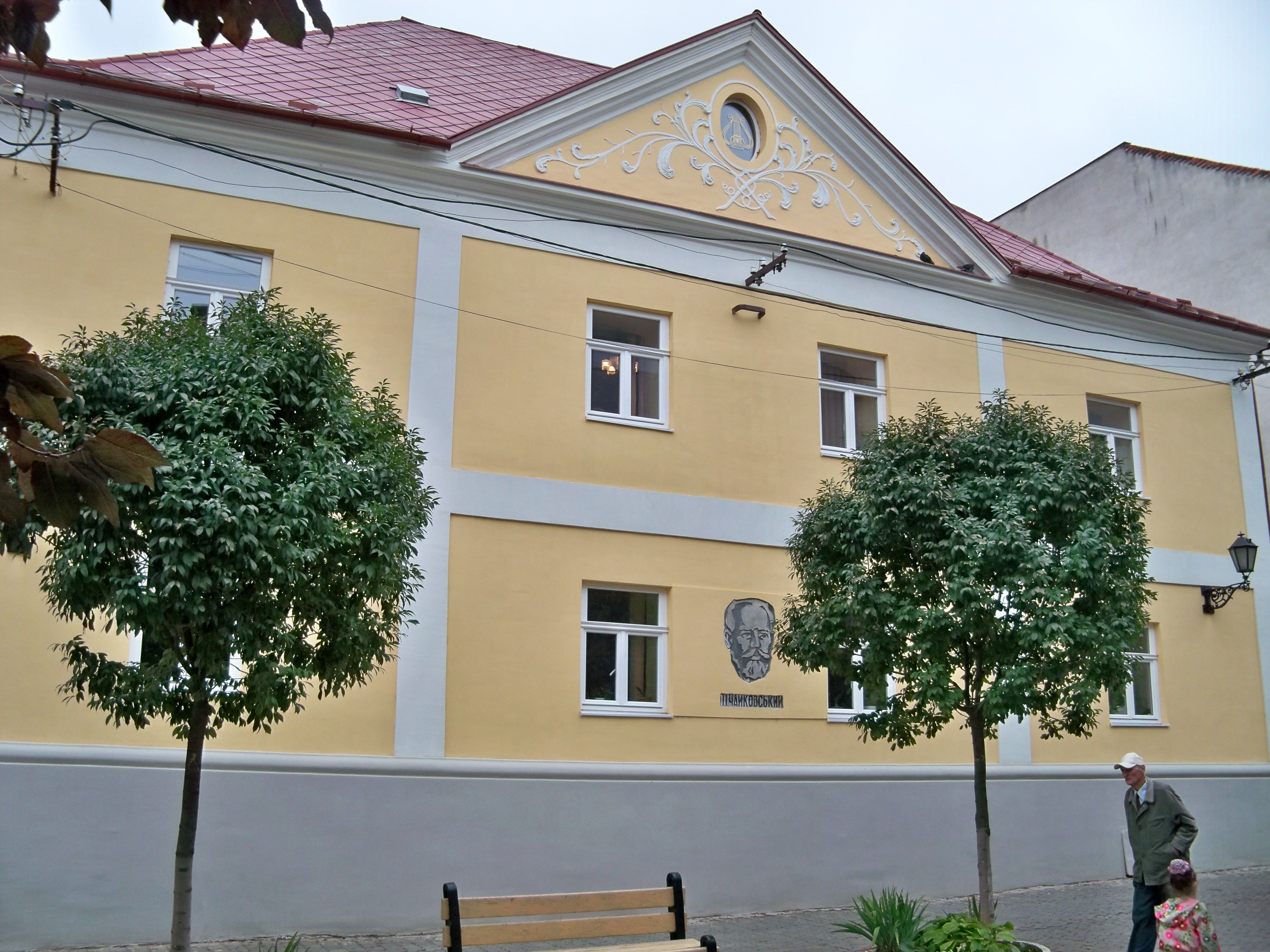
Музична школа. Вул. Волошина, 11
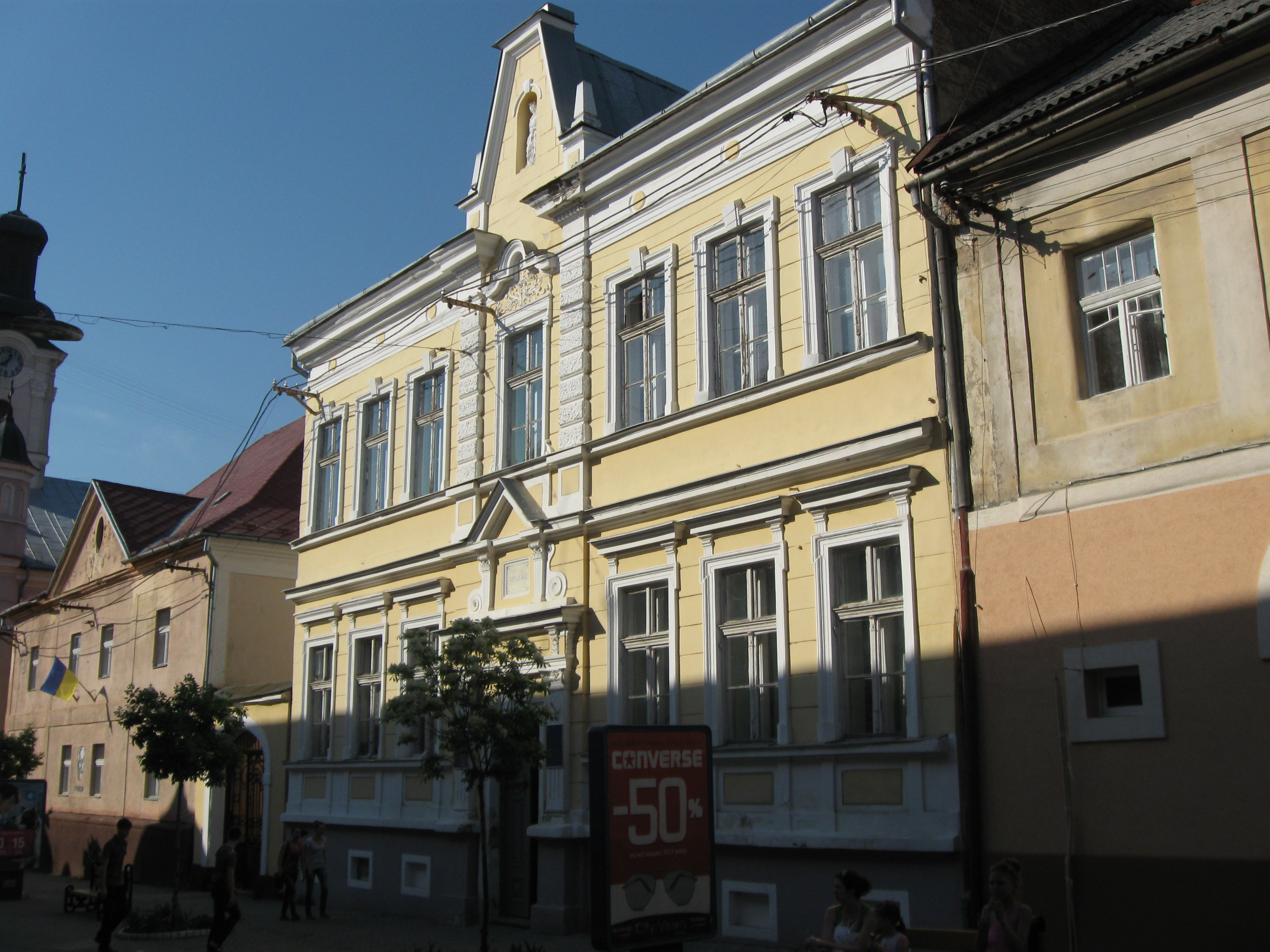
Музичне училище. Вул. Волошина, 13
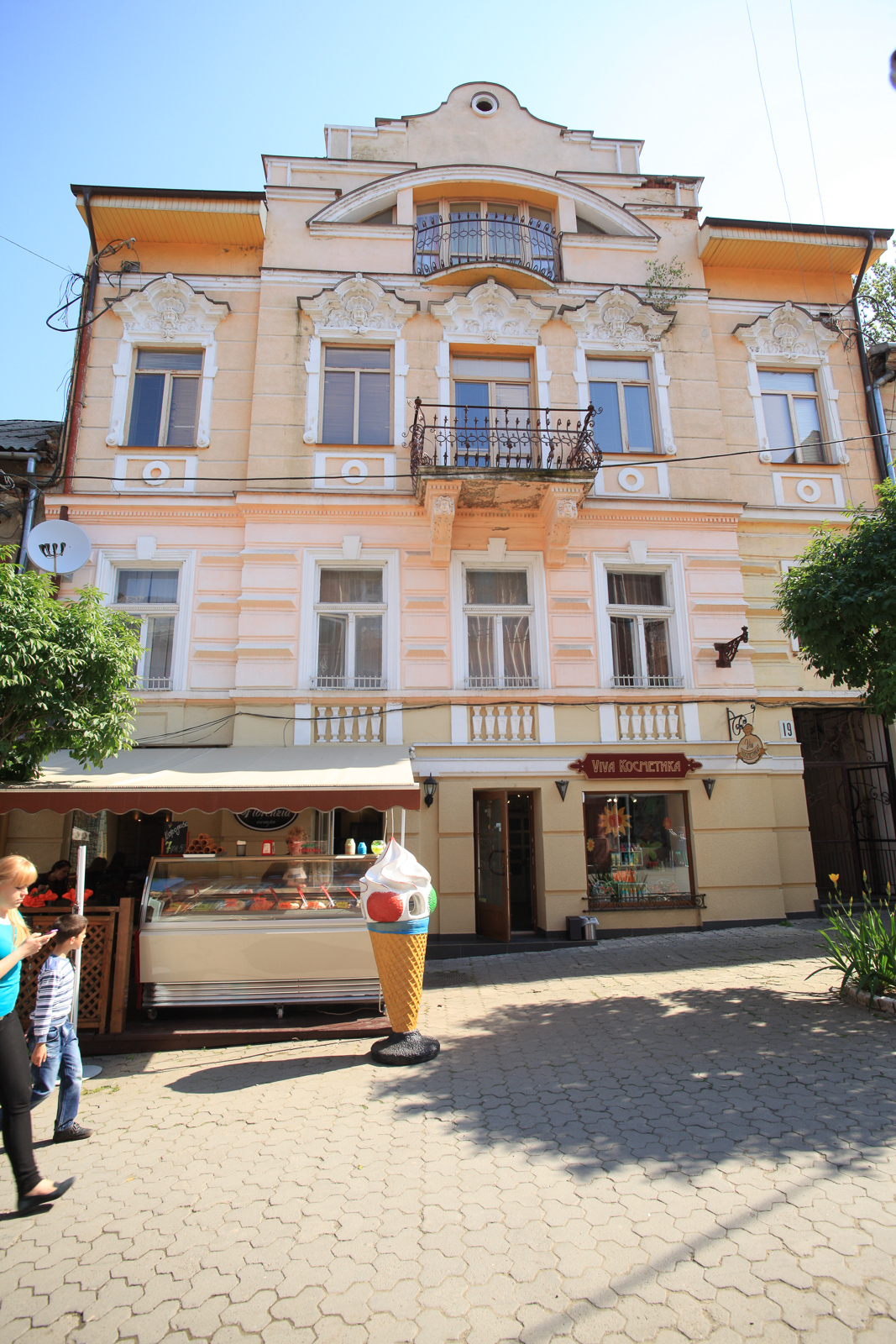
Вул. Волошина, 19

Частину кварталу вулиці Волошина займають будівлі колишнього пасажу «короля взуття Томаша Баті» — так званого пасажу Баті, через який можна потрапити на Театральну площу та оглянути і придбати полотна сучасних закарпатських художників.
На Маломостовій вулиці жив Августин Волошин. Він у 1934 році передає свій будинок  для дівчат-сиріт греко-католицького обряду. На будинку, де у 1930-х рр. проживав видатний політичний діяч, встановлена меморіальна дошка.  Трохи далі від цього будинку у 1906 році Мукачівська греко-католицька єпархія відкрила будинок-сиротинець для дівчат і сиріт дяко-вчителів ім. Єлизавети.
- Вулиця Волошина, 37. Закарпатський художній інститут. Перший художній навчальний заклад на Закарпатті засновано у березні 1946 р. під назвою Ужгородське державне художньо-промислове училище на чолі з А. М. Ерделі. Незвичні аркоподібні ворота ведуть до інституту. В оздобленні воріт зашифрована дата будівництва – 1771 рік.  А також старий герб Ужанщини, найдавніше зображення якого відоме з 1571 року.
- Вулиця Волошина, 54 колишній Василіянський монастир, 1912 р. Нині тут фізичний та біологічний факультети Ужгородського національного університету, а також унікальний зоологічний музей.[1]

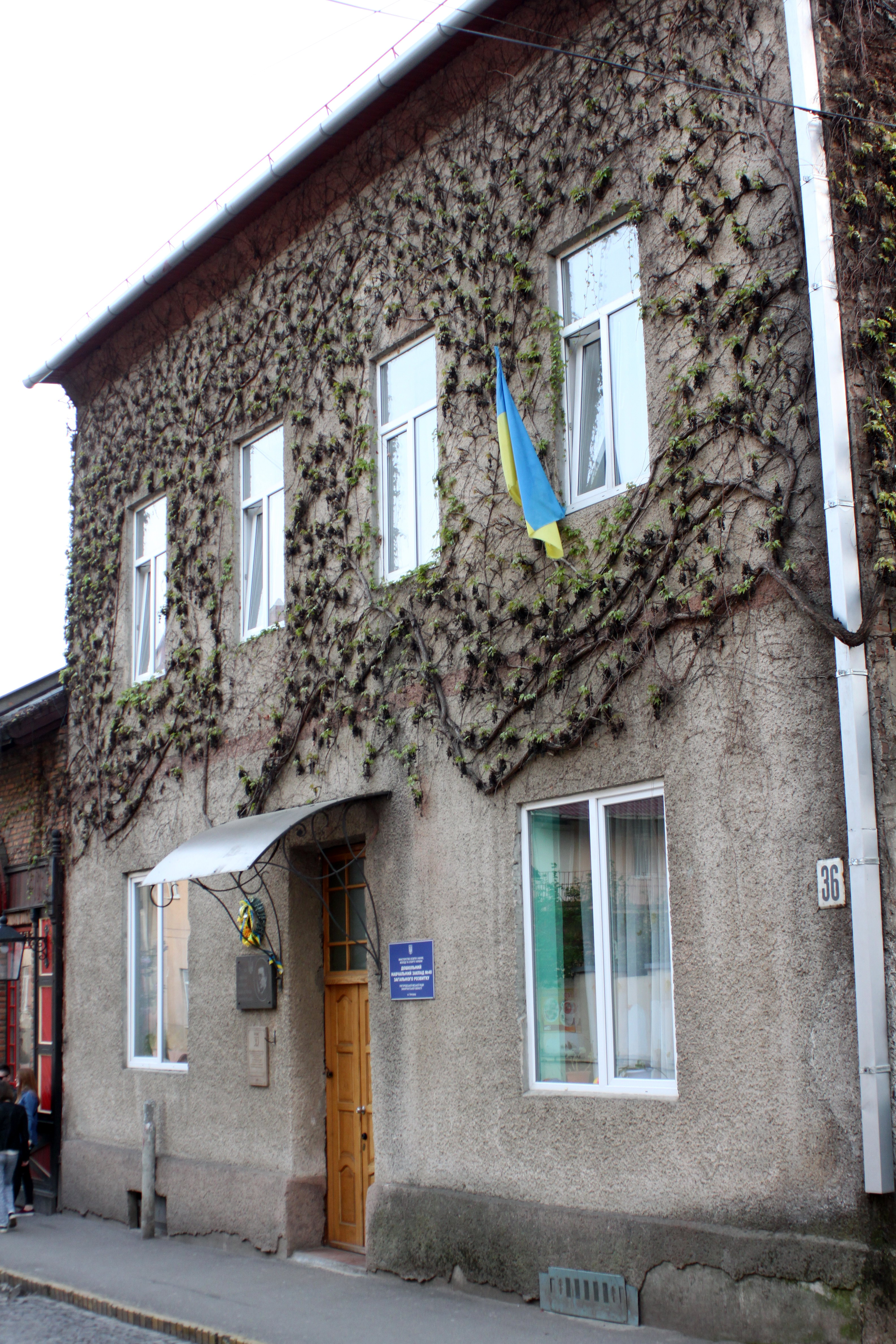
Будинок, в якому жив і працював А. Волошин. Вул. Волошина, 36
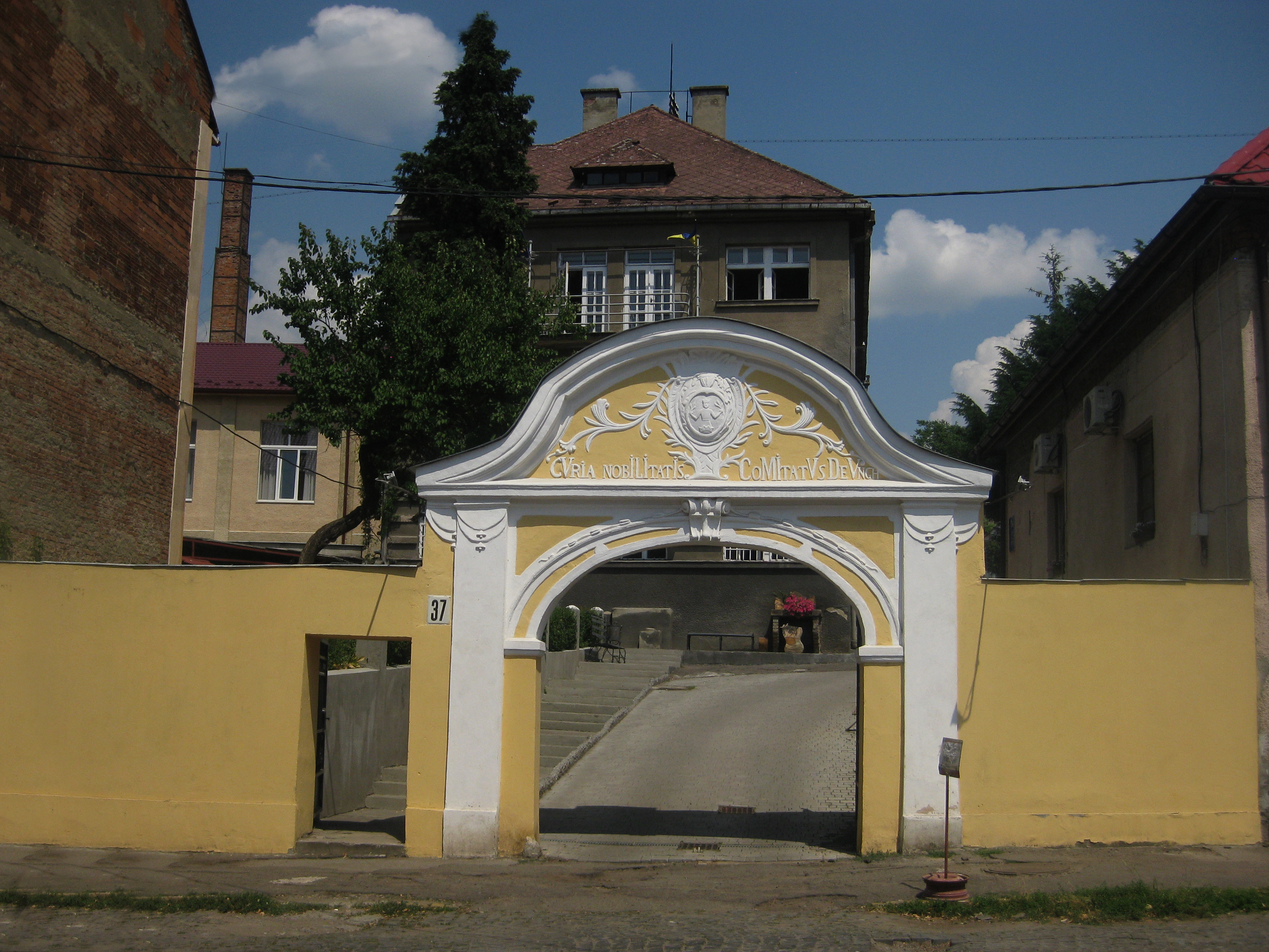
Художній інститут. Вул. Волошина, 37
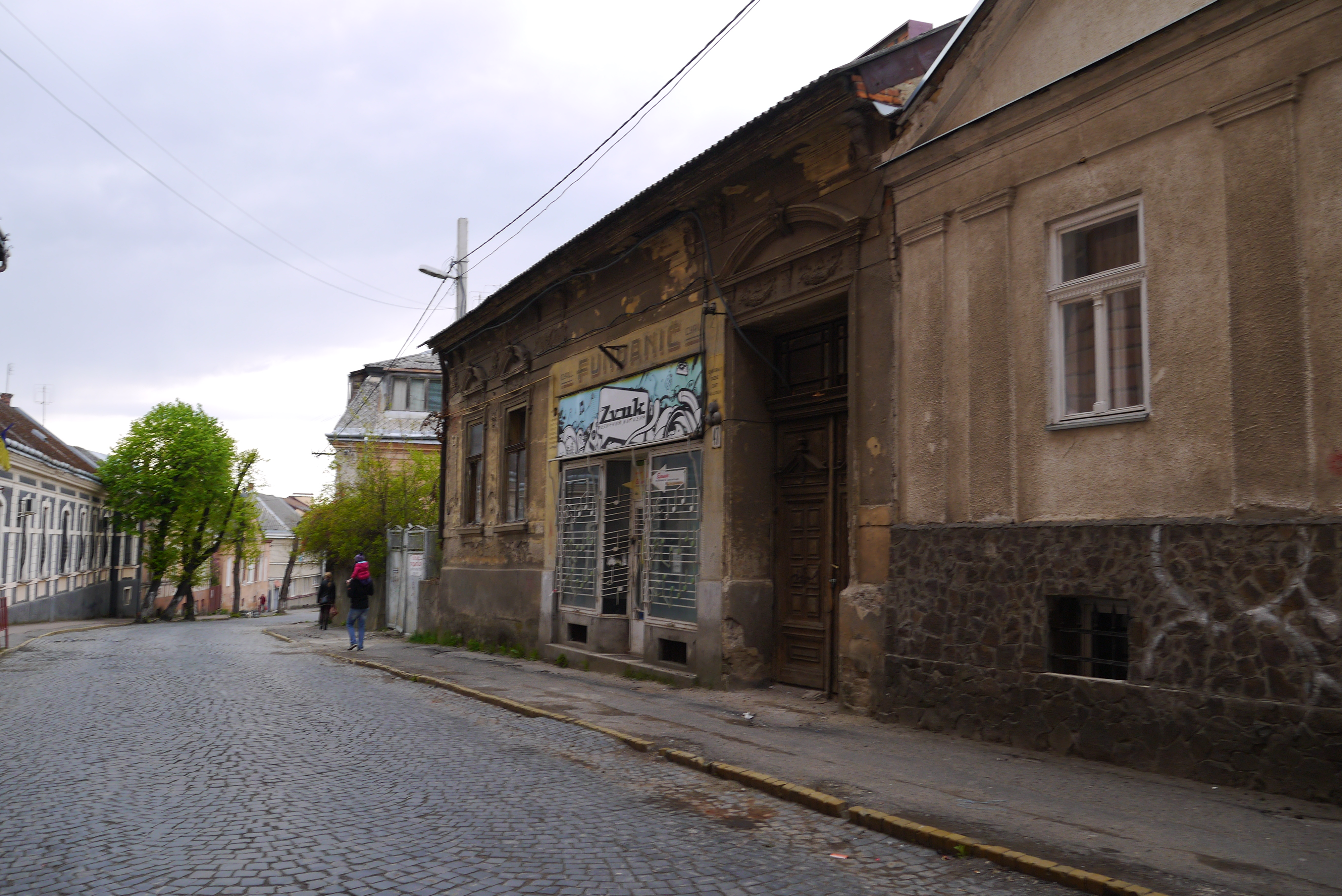
Вул. Волошина, 47
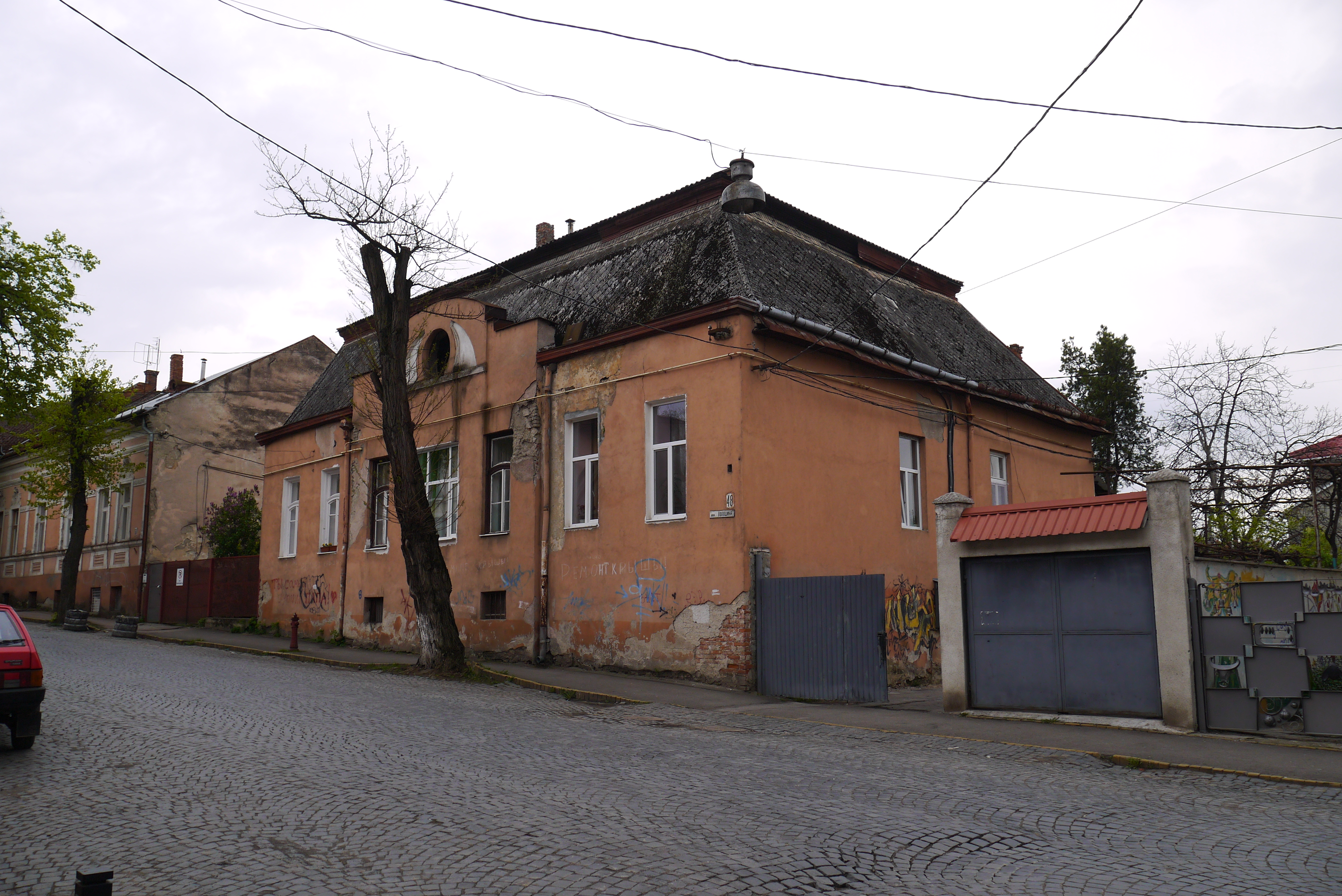
Вул. Волошина, 48
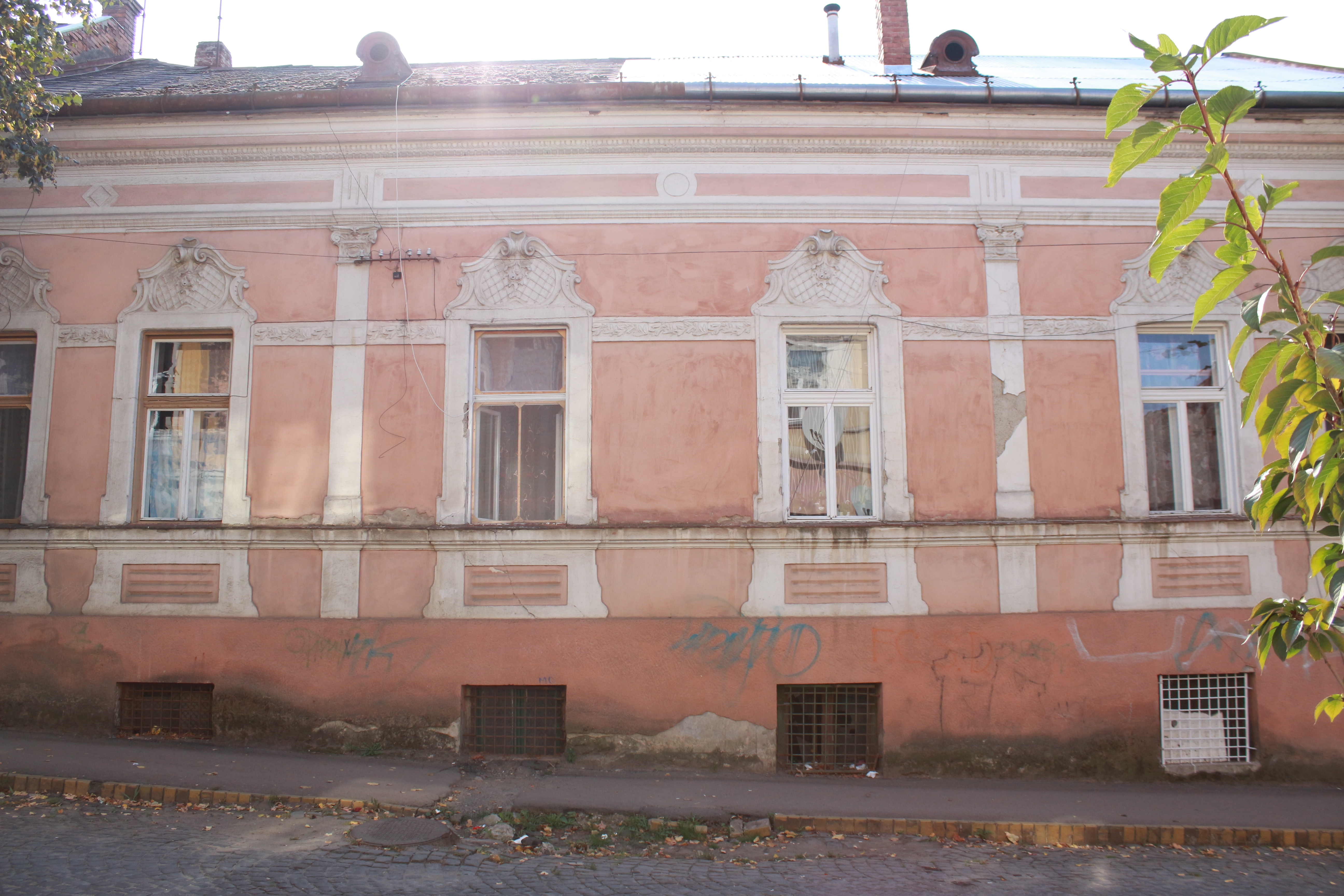
Вул. Волошина, 50
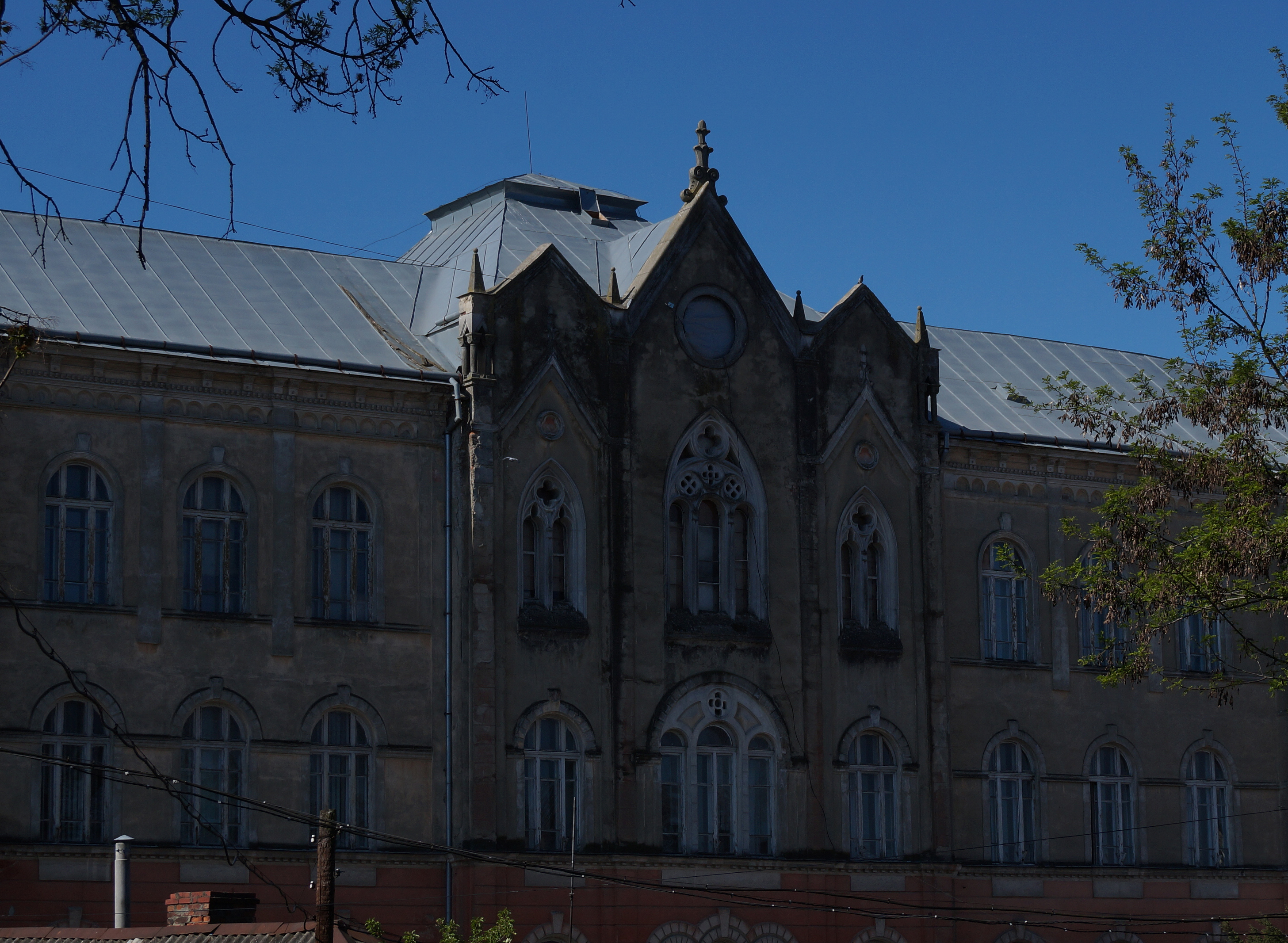
Біологічний факультет УжНУ. Вул. Волошина, 54